# Clientelism
Clientelismul reprezintă oferirea de bunuri și servicii pentru sprijin politic, în care ambele părți obțin avantaje necuvenite. Acesta este un sistem politic care are la bază o relație asimetrică între grupuri de actori politici descriși ca patroni și clienți, precum și partidele politice. Richard Graham a definit clientelismul ca un set de acțiuni bazate pe principiul "ia de acolo și dă aici", cu practici care să permită atât clienților cât și patronilor să obțină avantaje "ajutându-se unii pe alții". Mai mult decât atât, clientelismul este prezent în sisteme în care alegătorii își oferă votul unor politicieni pentru ca aceștia să legifereze în favoarea lor. 

## Origini
Originea acestei practici a fost trasată în trecut până la Roma antică. Aici relațiile dintre patron (patronus) și client (cliens) sunt cruciale pentru înțelegerea procesului politic. Obligațiile dintre cele două părți erau atât reciproce cât și ierarhice. Aceste relații sunt cel mai bine văzute nu ca o entitate, ci mai degrabă ca o rețea (clientela), unde patronul putea avea "îndatoriri" către cineva mai mare, iar clienții puteau avea îndatoriri către unul sau mai mulți patroni. Aceste conexiuni complexe duceau adeseori la conflicte de interese. În timp ce familia era unitatea de bază a societății romane, rețelele de clienți (clientela) acționau ca restricții privind autonomia lor, ceea ce a dus la dezvoltarea unei societăți complexe. 

## Consecințe
Clientelismul are, în general, consecințe negative asupra democrației și a guvernului, având în același timp și consecințe mai incerte asupra economiei.
Relația de responsabilitate într-o democrație, în care alegătorii dețin funcționari aleși răspunzători de acțiunile lor, este subminată de clientelism. Clientelismul degradează, de asemenea, instituțiile democratice, cum ar fi votul secret și supravegherea administrativă. Acești factori slăbesc instituțiile democratice și influențează negativ eficiența guvernării .
Corupția și percepția corupției au fost de asemenea stabilite ca fiind puternic corelate cu sistemele clientelist. Există multe motive pentru acest lucru. Pentru unul, patronii apar adesea deasupra legii în multe sisteme clientelist. În plus, unele acte în sistemele clientelist, cum ar fi cumpărarea de voturi, ar putea fi inerent ilegale. În cele din urmă, resursele necesare pentru patroni în menținerea sistemului clientelist ar putea necesita mijloace ilicite de obținere a bunurilor.
Unii cercetători consideră că, deoarece patronii se concentrează asupra controlului și achizițiilor de bunuri private, neglijează și bunurile publice, cum ar fi drumurile și școlile publice, care contribuie la dezvoltarea economică. Cercetătorii de asemenea remarcă că corupția, predominantă în sistemele clientelist, ar putea avea un impact negativ asupra economiei. Cu toate acestea, există încă o mare incertitudine în ceea ce privește efectele economice ale clientelismului.

## Controverse
Clientelismul este adesea conectat cu corupția; ambele implică actori politici ce utilizează resurse publice și private pentru câștig personal, deși ele nu sunt sinonime.  Corupția este definită în general ca un "comportament necinstit și fraudulos de către cei de la putere, care implică de obicei luare de mită." Pe de altă parte, clientelismul politic înseamnă "distribuirea de beneficii direcționate către indivizi sau grupuri, pentru sprijin electoral". Există diferite forme de corupție care nu au nimic de-a face cu clientelismul, precum intimidarea electoratului. Clientelismul este considerat un lucru negativ pentru că promovează interese private în loc de interesele comunității sau ale populației. 
Furnizarea de bani în schimbul unui vot este ilegală în multe țări, precum Statele Unite. O altă formă de clientelism și corupție este patronajul, care reprezintă distribuția de locuri de muncă pentru suporteri politici.